# 格紋條鰨
格紋條鰨為輻鰭魚綱鰈形目鰨亞目鰨科的一種熱帶海水魚，种加词 cancellatus 意为“有格子纹的”。分布於東印度洋澳洲西北部海域，棲息深度可達40公尺，體長可達27公分，棲息在沙底質底層水域，生活習性不明。